# Aaron Paul
Aaron Paul Sturtevant (* 27. srpna 1979, Emmet, Idaho, Spojené státy americké) je americký herec, který se proslavil rolí Jesseho Pinkmana v dramatickém seriálu stanice AMC Perníkový táta (2008–2013). Za výkon v seriálu získal cenu Saturn, Critics' Choice Television Awards, Satellite Awards a Cenu Emmy. V roce 2019 si zopakoval roli v netflixovém filmu El Camino: Film podle seriálu Perníkový táta.
Mimo to v roce 2007 hrál vedlejší roli Scotta Quittmana v seriálu stanice HBO Velká láska (2006–2011). Objevil se ve filmech Need for Speed (2014), EXODUS: Bohové a králové (2014), Oko v oblacích (2015) a Centrální inteligence (2016). Během let 2014 až 2020 spolupracoval na animovaném seriálu BoJack Horseman. Během let 2016 až 2018 hrál v dramatickém seriálu The Path. V roce 2020 hrál roli Caleba Nicholse ve sci-fi seriálu stanice HBO Westworld.